# Перевёрнутая островная G
Ꝿ, ꝿ (перевёрнутая островная G) — буква расширенной латиницы, представляющая собой перевёрнутую островную форму буквы G.

## Использование в фонетике

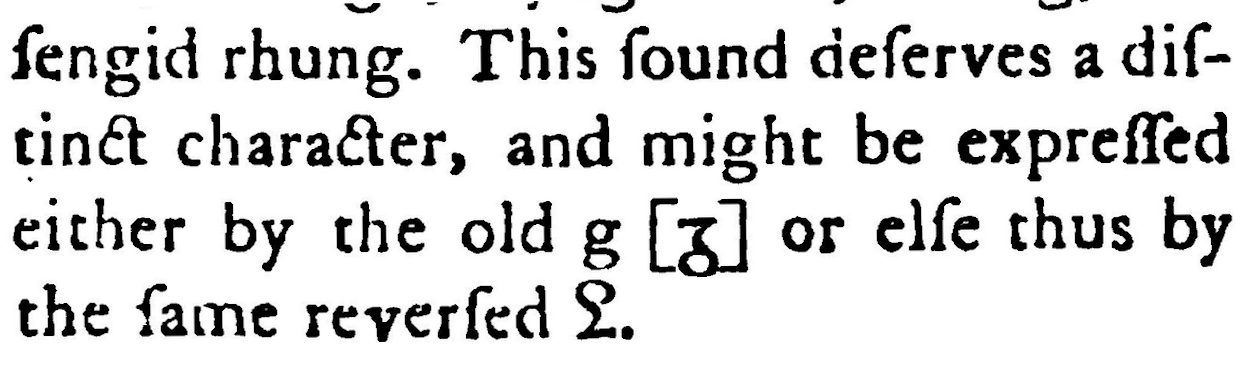
Описание перевёрнутой островной G в книге Archaeologia Cornu-Britannica, 1790

Использовалась в корнской орфографии Уильяма Прайса, представленной в книге Archaeologia Cornu-Britannica, для обозначения звука [ŋ]. Прайс использует данный символ, чтобы отличить [ŋ] от [ɡ] в некоторых корнских словах, например, Evegil (Evengil) «евангелие», Cyghellur (Kynghelhor) «канцлер», Log (Lhong) «корабль», segit rụg (sengid rhung) «перед выбором», передаваемых им как Eveꝿil, Cyꝿhelluꞃ, Loꝿ, ꞅeꝿiꞇ ꞃụꝿ соответственно.

## Кодировка
Заглавная и строчная формы буквы были закодированы в блоке Юникода «Расширенная латиница — D» (англ. Latin Extended-D) в версии 5.1 (апрель 2008) под кодами U+A77E и U+A77F.